# Synanthedon rileyana
Synanthedon rileyana là một loài bướm đêm thuộc họ Sesiidae. Nó được tìm thấy ở Bắc Mỹ, bao gồm Arkansas, Arizona, Missouri, Oklahoma, North Carolina và Pennsylvania.
Sải cánh dài 20–23 mm. Con trưởng thành bay từ tháng 5 đến tháng 9. Có nhiều lứa một năm.
Ấu trùng ăn Solanum carolinense.

## Hình ảnh

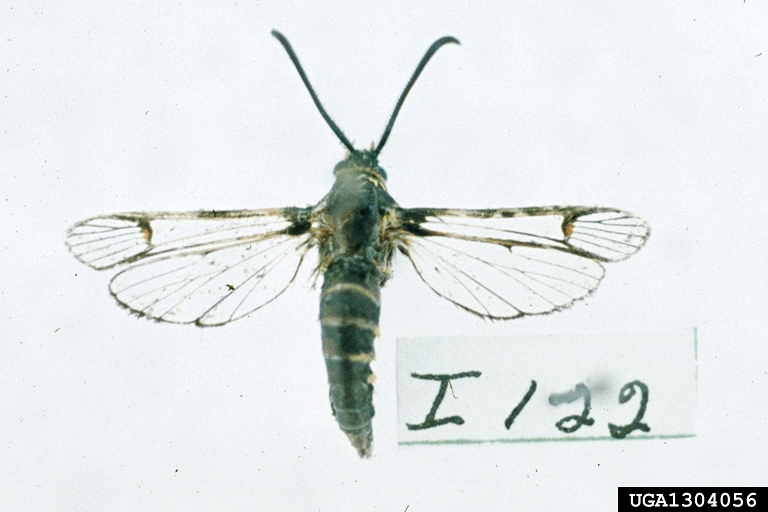
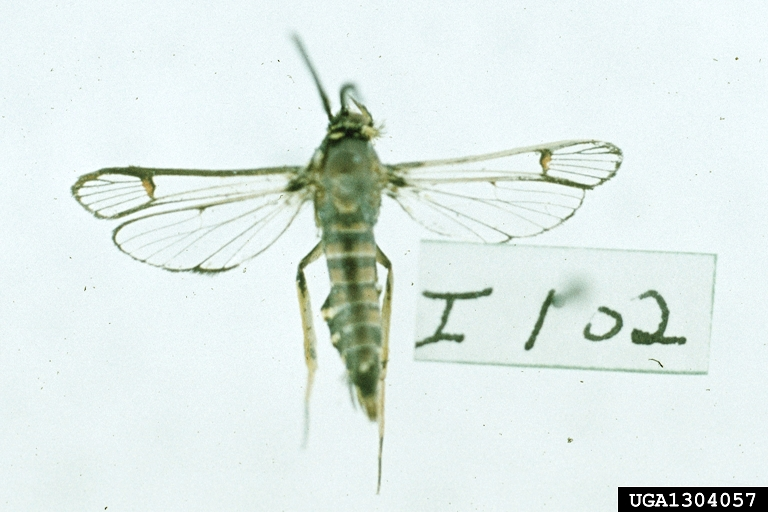
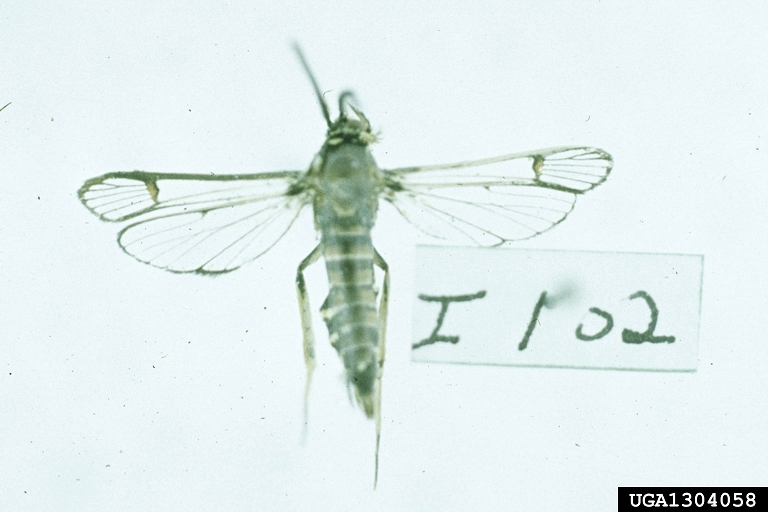
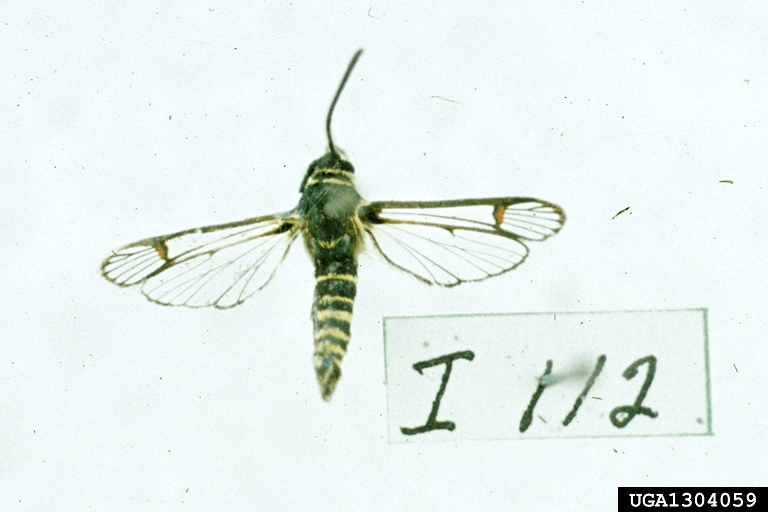